# پارک ملی سکویا
پارک ملی سکویا (به انگلیسی: Sequoia National Park) پارکی طبیعی در ایالت کالیفرنیا در ایالات متحده آمریکا است.
درخت ژنرال شرمن با ارتفاع ۸۴٫۸ متر در این پارک قرار دارد.
این پارک به شکل کنونی در سال ۱۸۹۰ میلادی راه اندازی شده و شهرت اصلی به دلیل وجود درختان غول پیکر سکویا در آن است. پیش از آن، منطقه محل زندگی آمریکاییان بومی بود. گونه‌های متنوع حیوانات مانند خرس سیاه، گوزن و گوسفند نیز در جنگل زندگی می‌کنند.
گردشگران برای ماهیگیری، صخره‌نوردی و … به این پارک می‌آیند.

## تاریخچه
پارک‌های ملی سکویا و کینگز کانیون سرزمین‌های بومی قبیله‌های مونو (موناشه)، یوکوتس، توباتولابال، پایوت، و شوشون غربی هستند. مردمان بومی به روش‌های مختلف از زمین‌های سیراهای مرتفع استفاده کرده، آن‌ها را نگهداری کرده، در آن ساکن شده و برایشان ارزش قائل بوده‌اند، و امروزه نیز همچنان ارتباط عمیقی با این پارک‌ها دارند.
در تاریخ ۲۵ سپتامبر ۱۸۹۰، رئیس‌جمهور بنجامین هریسون قانونی را امضا کرد که دومین پارک ملی آمریکا، یعنی پارک ملی سکویا، را تأسیس کرد. این پارک ملی به منظور حفاظت از درختان سکویا غول‌پیکر در برابر قطع درختان ایجاد شد و اولین پارک ملی بود که به طور خاص برای حفاظت از یک موجود زنده تأسیس گردید.
تنها یک هفته بعد، پارک ملی سکویا همسایه‌ای پیدا کرد: چهار مایل مربع از زمین‌های پارک که به پارک ملی ژنرال گرنت تبدیل شد. با وجود اندازه کوچک، پارک ملی ژنرال گرنت تا سال ۱۹۴۰ در نقشه ایالت کالیفرنیا باقی ماند، زمانی که بخشی از پارک ملی تازه تأسیس کینگز کانیون شد.